# Douglas Hawkes
Wallace Douglas Hawkes (ur. 18 września 1893 roku w Barton, zm. 2 sierpnia 1974 roku w Atenach) – brytyjski kierowca wyścigowy.

## Kariera
W swojej karierze Hawkes startował głównie w wyścigach samochodów sportowych oraz Indianapolis 500, będącym w latach 1923-1930 jednym z wyścigów Grandes Épreuves. W 1922 roku w wyścigu Indianapolis 500 uplasował się na trzynastej pozycji, zaś cztery lata później nie dojechał do mety. W latach 1928-1929 Brytyjczyk pojawiał się w stawce 24-godzinnego wyścigu Le Mans. W pierwszym sezonie startów stanął na drugim stopniu podium w klasie 2, a w klasyfikacji generalnej był jedenasty. Rok później nie osiągnął linii mety.